# Alchemilla denticulata
Alchemilla denticulata är en rosväxtart som beskrevs av Sergei Vasilievich Juzepczuk. Alchemilla denticulata ingår i släktet daggkåpor, och familjen rosväxter. Utöver nominatformen finns också underarten A. d. rubricaulis.